# Mysteria darwini
Mysteria darwini é uma espécie de coleóptero da tribo Mysteriini (Anoplodermatinae). Com distribuição restrita apenas no sul do Brasil (Santa Catarina e Rio Grande do Sul).